# Belfort van Doullens
Het Belfort van Doullens is een belfort in de Franse plaats Doullens. Het 28 meter hoge belfort was de toren van het voormalige gemeentehuis. Het diende ooit als wachttoren, bewaker van de gemeentelijke klok, gevangenis en kapel. Nu is het een toeristeninformatiebureau.
De toren staat samen met tientallen andere belforten in België en Frankrijk op de werelderfgoedlijst van UNESCO.